# Samurai (Film)
Samurai (japanisch 宮本 武蔵, Miyamoto Musashi) ist ein japanischer Historienfilm, von Hiroshi Inagaki 1954 nach dem Roman Musashi von Eiji Yoshikawa inszeniert. Er ist der erste Teil von Inagakis Samurai-Trilogie. Die Erstaufführung in Deutschland fand am 11. Juni 1965 statt.

## Handlung
Takezō und Matahachi kämpfen in der Schlacht von Sekigahara. Beide stehen auf der Seite der Verlierer. Statt des Sieges und des Ruhmes, den Takezō erwartet hat, ist er nun ein Flüchtling. Die beiden Freunde suchen Zuflucht bei einer Witwe und ihrer Tochter. Beide Frauen wollen Takezō verführen, doch der verweigert sich ihnen. Die Witwe erzählt Matahachi, dass Takezō sie angegriffen habe. Er solle nun sie und ihre Tochter nach Kyōto begleiten. Matahachi willigt ein, zumal er seine Verlobte Otsu wiedersehen will.
Takezō kehrt in sein Dorf zurück und sagt Matahachis Familie, dass dieser lebe. Die Mutter glaubt ihm nicht, und Takezō soll wegen Landesverrats verhaftet werden. Er wird im ganzen Dorf gesucht, Takezōs Verwandte als Köder genutzt, doch Takezō wird nicht gefasst. Erst der buddhistische Mönch Takuan Sōhō kann Takezō ergreifen. Takuan nimmt dem Landesherrn das Versprechen ab, Takezō durch bestimmte Methoden zu besänftigen. Mit Hilfe von Otsu kann Takezō jedoch entkommen. Der Mönch findet heraus, dass die beiden zum Himeji-jō – einer Burg im Gebirge – wollen, und kann dort Takezō wieder ergreifen. Drei Jahre wird er in einem Raum eingeschlossen.
Takezō bekommt nach seiner Haft den Samurai-Namen Miyamoto Musashi. Er macht sich auf den Weg, Erleuchtung zu erlangen und hinterlässt zwei Botschaften für Otsu: „Ich werde bald zurück sein“ und „Vergib mir.“

## Hintergrund
- Die Schlacht von Sekigahara fand am 21. Oktober 1600 in der Nähe des gleichnamigen Ortes in der Präfektur Gifu statt. Zwei Armeen mit jeweils über 80.000 Mann standen sich gegenüber – auf der einen Seite die Verbündeten von Toyotomi Hideyori, auf der anderen Seite die Armee Tokugawa Ieyasus. Die Armee Ieyasus gewann die Schlacht, bei der die Gegenseite knapp die Hälfte ihrer Kämpfer verlor.
- Takuan Sōhō (1573–1645) war ein Zen-Meister. Er war Verfasser einiger Bücher über die Kampfkunst, Berater des Tennō und nach einer Legende auch der Lehrer von Miyamoto Musashi.
- Miyamoto Musashi (1584–1645) gilt als der größte Samurai aller Zeiten. Seine nahezu unbesiegbare Kampftechnik machte Musashi zu einem Rōnin, einen herrenlosen Samurai. Er soll mehr als 60 Kämpfe bestritten und alle gewonnen haben. Nachdem er sein Schwert niedergelegt hatte, erbaute er Schulen und Tempel und widmete sich der Schriftstellerei.
- Himeji-jō ist eines der ältesten erhaltenen Bauwerke aus dem Japan des 17. Jahrhunderts. Die Burganlage besteht aus 83 Gebäuden. In ihrer ursprünglichen Form wurde sie 1346 erbaut.
- Regie-Assistent war Jun Fukuda, der später einige Godzilla-Filme inszenierte. Für die Spezial-Effekte war Eiji Tsuburaya verantwortlich, der ebenfalls an Godzilla-Filmen mitwirkte, u. a. als Regisseur.

## Rezeption & Fortsetzung
„Ein in ruhigen, pastellfarbenen Bildern erzählter Film, durch seine schlichte Art von anrührender Herzlichkeit.“

„Der Weg eines Samurai von zügelloser Wildheit zu Einkehr und Selbstfindung. Die einfache und herbe Legendenerzählung ist in Farbe, Schnitt und Darstellung zu einer Filmdichtung von zarter Schönheit gestaltet worden. Sehr empfehlenswert ab 16 Jahren.“

Dieser Film gewann 1956 den Oscar als Bester fremdsprachiger Film. Daraufhin entstanden die beiden Fortsetzungen Zoku Miyamoto Musashi: Ichijō-ji no Kettō (続宮本武蔵　一乗寺決闘; 1955) und Miyamoto Musashi Kanketsuhen: Kettō Ganryū-jima (宮本武蔵完結編　決闘巌流島; 1956). Inzwischen haben die drei Filme Kultstatus erreicht, unter anderem verweist auch Quentin Tarantino in Kill Bill auf die Filmreihe: als die Braut O-Ren Ishii tötet, spiegelt das die finale Konfrontation des dritten Teils zwischen Miyamoto Musashi und Sasaki Kojirō. Insbesondere Hauptdarsteller Toshirō Mifune, der in seiner Karriere über 180 Filme drehte, wurde in den 1950er Jahren ein internationaler Weltstar.

## Weiterführende Informationen

### Belege
1. ↑  vgl. Lexikon des internationalen Films 2000/2001 (CD-ROM)
2. ↑  Kritik Nr. 216/1965, S. 401